# Alexander Madlung
Alexander Madlung est un footballeur international allemand né le 11 juillet 1982 à Brunswick en Allemagne. Cet arrière puissant est réputé pour sa puissante frappe de balle très lourde. En effet, le 19 novembre 2011, contre Hanovre 96, il a marqué un coup franc, chronométré à environ 190 km/h.

## Carrière
- 2002-2006 :  Hertha Berlin SC
- 2006-2013  :  VfL Wolfsburg
- depuis jan. 2014 :  Eintracht Francfort[2],[3]

## Palmarès

### en club
- VfL Wolfsburg
  - Vainqueur du Championnat d'Allemagne : 2009

### en sélection
Néant